# Liste des évêques et archevêques de Bujumbura
Pour un article plus général, voir Archidiocèse de Bujumbura.
La liste des évêques et archevêques de Bujumbura recense les noms des ordinaires qui se sont succédé sur le siège épiscopal de Bujumbura au Burundi, depuis la création du vicariat apostolique d'Usumbura, ancien nom de Bujumbura, le 11 juin 1959. Dès le 10 novembre suivant, le vicariat est transformé en diocèse qui prend le nom de Bujumbura en 1964. Il est élevé au rang d'archidiocèse métropolitain sous le nom d'archidiocèse de Bujumbura le 25 novembre 2006. 

## Est vicaire apostolique
- 11 juin 1959-10 novembre 1959 : Michel Ntuyahaga, vicaire apostolique d'Usumbura.

## Sont évêques
- 10 novembre 1959-14 novembre 1988 : Michel Ntuyahaga, promu évêque d'Usumbura, puis évêque de Bujumbura le 9 octobre 1964
- 14 novembre 1988-24 janvier 1997 : Simon Ntamwana
- 24 janvier 1997-25 novembre 2006 : Évariste Ngoyagoye

## Sont archevêques
- 25 novembre 2006-24 mars 2018 : Évariste Ngoyagoye
- depuis le 24 mars 2018: Gervais Banshimiyubusa

## Sources
- (en) Fiche de l'archidiocèse sur catholic-hierarchy.org